# Pteromixanum inviolatum
Pteromixanum inviolatum is een fossiele soort schietmot uit de familie Necrotauliidae.